# Leptospira noguchii
Leptospira noguchii é uma bactéria gram-negativa, patogênica descoberta por dr. Hideyo Noguchi, que descreveu o gênero Leptospira. L. noguchii é famosa por causar a doença febril em Fort Bragg, NC durante a Segunda Guerra Mundial. Houve 40 casos dessa febre documentados durante cada verão de 1942 a 1944; no entanto, foram registradas 0 mortes por este surto. Ao contrário de outras cepas de Leptospira que causam leptospirose, L. noguchii é caracterizado por mostrar uma erupção cutânea pré-clínica na vítima. Seu epíteto específico reconhece seu descobridor, o médico Hideyo Noguchi.